# Організація економічного співробітництва та розвитку

Логотип ОЕСР

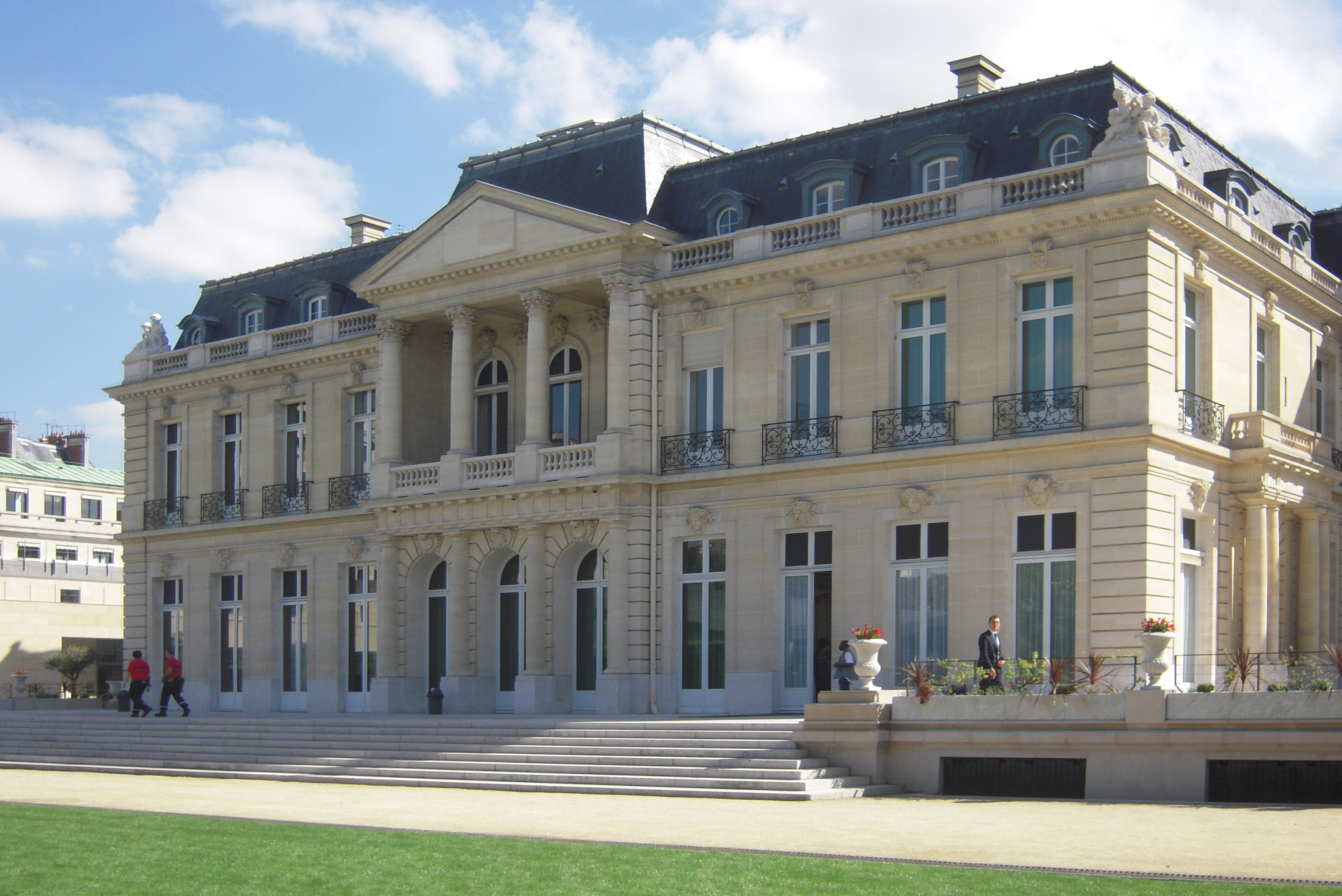
Штаб-квартира ОЕСР у Парижі

Організація економічного співробітництва та розвитку (ОЕСР), (англ. Organisation for Economic Co-operation and Development OECD; фр. Organisation de coopération et de développement économiques, OCDE) — міжнародна організація, що об'єднує 38 країн світу, більшість з яких є країнами з високим доходом громадян і високим індексом людського розвитку та розглядаються як розвинені. Договір про ОЕСР був підписаний 14 грудня 1960 року в Парижі, але набув чинності 30 вересня 1961 року на базі Європейської організації економічного співробітництва з метою координації економічної політики країн-членів ОЕСР і погодженням програми допомоги країнам, що розвиваються.
Організація об'єднує 38 найбільш економічно розвинених країн світу — більшість держав Європейського Союзу, США, Австралія, Швейцарія, Норвегія, Південна Корея, Японія та інші. Штаб-квартира розміщена в Парижі (Франція).
ОЕСР активно співпрацює також з державами світу, які не є членами організації (зокрема з Україною), у рамках спеціалізованих програм, міжнародних заходів тощо.
Офіційними мовами ОЕСР є англійська і французька.
Поточним генеральним секретарем ОЕСР є Матіас Корман (з 2021 року).

## Загальна характеристика
Установа виникла у 1948 році як Організація європейського економічного співробітництва (ОЄЕС) під керівництвом французького економіста Роберта Марджоліна для допомоги у керівництві здійсненням Плану Маршалла для економічної реконструкції Європи після Другої світової війни. Пізніше список членів союзу розширився неєвропейськими країнами, а 1961 року він був перетворений на Організацію економічного співробітництва та розвитку. Починаючи з моменту свого створення, ОЕСР ставить за мету посилювати економіку країн-членів, просувати ринкову економіку та представницьку демократію, розвивати вільні ринки, сприяти зростанню як розвинутих країн, так і країн, що розвиваються.
ОЕСР сьогодні об'єднує 38 країн-членів і надає урядам цих країн рекомендації з дослідження, розробки та покращення соціально-економічної політики. Вони беруть до уваги позитивний досвід, намагаються знайти шляхи вирішення спільних проблем, скоординувати внутрішню та міжнародну політику, які, особливо в час мондіалізації економіки, мають формувати все більш однорідний ансамбль. Дискусії в рамках ОЕСР можуть розгортатися навколо чисто формальних рішень, наприклад, введення суперечливих юридичних норм, які заважають вільному переміщенню капіталів і послуг, виробленню заходів з боротьби з корупцією або забороні державних субсидій у суднобудуванні. Але частіше такі дискусії дають урядам змогу бути більш поінформованими для того, щоб потім у національних рамках ухвалювати рішення з усіх аспектів державної політики та краще відчувати їхній вплив на міжнародну спільноту. Вони дають можливість діяти з урахуванням думок інших країн.

## Країни — члени ОЕСР

Країни-члени ОЕСР:
Країни-засновники організації (20)
Інші країни-члени (17)

ОЕСР — це товариство «багатих» країн, які поділяють спільні ідеї. Його країни-члени виробляють 2/3 світових матеріальних цінностей та послуг. Головною вимогою до членства є дотримання принципів ринкової економіки та демократичного плюралізму.
Ядром цієї організації спочатку стали країни Європи та Північної Америки. Нині до ОЕСР входять 38 членів.
| - Члени-засновники (1961, в алфавітному порядку):                                   |                                                                                    |                                                                         |                                        |  |
| Австрія Бельгія Велика Британія Греція Данія                                        | Ірландія Ісландія Іспанія Італія Канада                                            | Люксембург Нідерланди Німеччина Норвегія Португалія                     | США Туреччина Франція Швейцарія Швеція |  |
| - Приєдналися пізніше (відсортовано за роком приєднання):                           |                                                                                    |                                                                         |                                        |  |
| Японія (1964) Фінляндія (1969) Австралія (1971) Нова Зеландія (1973) Мексика (1994) | Чехія (1995) Південна Корея (1996) Угорщина (1996) Польща (1996) Словаччина (2000) | Чилі (2010) Словенія (2010) Ізраїль (2010) Естонія (2010) Латвія (2016) | Литва (2018) Колумбія (2020)           |  |

- Європейська комісія бере участь разом із країнами — членами ЄС у роботі ОЕСР[15].

## Діяльність ОЕСР
На відміну від Світового Банку та Міжнародного валютного фонду, ОЕСР не надає фінансування. Організація є місцем вивчення та дискусій і здійснює пошуки та аналіз, які допомагають урядам визначити стратегію виходу на формальні угоди між країнами-членами і які будуть реалізовуватися національними інституціями чи в інших міжнародних домовленостях. Ця часто непомітна робота, на думку країн-членів ОЕСР, є основною і дуже ефективною, оскільки, починаючи зі збору та аналізу даних і до колективної дискусії щодо політики, яка проводиться. Взаємне вивчення урядами, багатостороннє спостереження та здійснення відповідного тиску (погоджуйтеся чи реформуйтеся) є найефективнішими засобами ОЕСР.
Визначаючи перешкоди на шляху ефективності, зростання та інновацій, ОЕСР часто спонукає уряди приймати складні політичні рішення з тим, щоб підвищити ефективність їх економік.
Дискусії, які іноді виникають в надрах самої ОЕСР, приводять до угод між урядами щодо застосування єдиних «правил гри» в питаннях міжнародного співробітництва. Ці дискусії можуть також виливатися або у формальні угоди, наприклад, щодо боротьби з корупцією, експортних кредитів, руху капіталів, прямих іноземних інвестицій, або у норми та моделі міжнародної фіскальної політики чи рекомендації та директиви щодо захисту навколишнього середовища.

## Деякі комітети, робочі групи, програми, стандарти, форуми, центри, конвенції та ради
- Комітет з конкуренції ОЕСР
- Комітет з питань державного управління ОЕСР
- програма ОЕСР/SIGMA
- Інвестиційний комітет ОЕСР
- Стандарти ОЕСР щодо офіційного тестування тракторів сільськогосподарського та лісового призначення
- Комітет з політики територіального розвитку ОЕСР
- Глобальний форум з транспарентності та обміну податковою інформацією
- Комітет з питань туризму ОЕСР
- Комітет з питань сприяння розвитку ОЕСР
- Центр розвитку ОЕСР
- Конвенція ОЕСР про боротьбу проти підкупу іноземних публічних посадових осіб в міжнародних комерційних операціях
- Рада з питань суднобудування ОЕСР
- Робоча група з транспорту ОЕСР
- Комітет з питань фінансових ринків
- Комітет з питань фіскальних справ
- Комітет з питань освітньої політики
- Керуюча рада Міжнародного енергетичного агентства (МЕА)

## ОЕСР і Україна
Україна розпочала співпрацю з ОЕСР 1997 року. У 2003 р. Уряд України створив міжвідомчу Координаційну раду у зв'язках з ОЕСР, яку очолював віцепрем'єр-міністр України Сергій Тігіпко. На цей час Координаційну раду очолює Міністр економіки.
Мінекономіки України співпрацює з ОЕСР у рамках виконання Євразійської програми конкурентоспроможності (проєкт ОЕСР «Стратегія секторної конкурентоспроможності для України»).
У лютому 2013 року Кабінет Міністрів України затвердив план дій щодо поглиблення співробітництва між Україною та Організацією економічного співробітництва та розвитку на 2013—2016 роки.
13 березня 2014 року ОЕСР призупинила процес вступу Російської Федерації через її політику стосовно України. Країни-члени ОЕСР вирішили також поглибити співпрацю з Україною для подальшого зміцнення нинішньої співпраці, а також поділитися досвідом з новим керівництвом, щоб воно успішно вирішило посталі перед ним проблеми.
2 липня 2014 року Кабінет Міністрів України уповноважив Міністра економічного розвитку та торгівлі підписати Меморандум про взаєморозуміння між Урядом України і Організацією економічного співробітництва та розвитку щодо поглиблення співробітництва.
У липні 2022 року під час Міжнародної конференції з питань відновлення України у місті Лугано Прем'єр-міністр України Денис Шмигаль передав Генеральному секретареві ОЕСР Матіасу Корманну заявку щодо набуття Україною членства в ОЕСР. Крім того, за політичної підтримки Президента України і за ініціативи керівника Офісу Президента Андрія Єрмака 2 серпня 2022 року був надісланий запит України на приєднання до Робочої групи OECP з питань хабарництва.
5 жовтня 2022 року ОЕСР почала переговори про вступ України.
12 грудня 2022 року стало відомо, що у Києві запустять так званий «Офіс зв'язку» Організації економічного співробітництва та розвитку.
6 травня 2025 року Президент України Володимир Зеленський провів зустріч з генеральним секретарем Організації економічного співробітництва та розвитку (ОЕСР) Матіасом Корманом і подякував за незмінну підтримку України. Одна з ключових тем обговорення – участь ОЕСР у розробці та реалізації плану відновлення України, зокрема конкретних проєктів відбудови.